# Південно-Західний адміністративний округ
Південно-Західний адміністративний округ (рос. Юго-Западный административный округ) — один з 12 адміністративних округів Москви, знаходиться на південному заході Москви, розділений на 12 районів. Код ЗКАТУ — 45293000000.

## Райони округа
| Назва району    | Відповідне муніципальне утворення | Площа, га | Населення (на 14.10.2010 р.), тис. чол. | Щільність населення (на 14.10.2010 р.), члл. / км² | Площа жилого фонду (на 01.01.2010 р.), тис. м² | Житлоплоща на людину (на 01.01.2010 г.), м²/члл. |
| --------------- | --------------------------------- | --------- | --------------------------------------- | -------------------------------------------------- | ---------------------------------------------- | ------------------------------------------------ |
| Академічний     | Академічне                        | 583,44    | 108,776                                 | 18643,9                                            | 2467,04                                        | 22,7                                             |
| Гагарінський    | Гагарінське                       | 549,91    | 78,553                                  | 14284,7                                            | 2095,3                                         | 26,7                                             |
| Зюзіно          | Зюзіо                             | 545,04    | 121,668                                 | 22322,8                                            | 2132,3                                         | 17,5                                             |
| Коньково        | Коньково                          | 717,91    | 152,058                                 | 21180,6                                            | 3098,8                                         | 20,4                                             |
| Котловка        | Котловка                          | 394,41    | 64,863                                  | 16445,6                                            | 1104,06                                        | 17,0                                             |
| Ломоносовський  | Ломоносовське                     | 333,75    | 84,906                                  | 25440,0                                            | 2881,5                                         | 33,9                                             |
| Обручевський    | Обручевське                       | 610,94    | 80,419                                  | 13163,2                                            | 1741,99                                        | 21,7                                             |
| Північне Бутово | Північне Бутово                   | 913,38    | 87,638                                  | 9594,9                                             | 1751                                           | 20,0                                             |
| Теплий Стан     | Теплий Стан                       | 750       | 125,923                                 | 16789,7                                            | 2406,4                                         | 19,1                                             |
| Черемушки       | Черемушки                         | 551,86    | 101,847                                 | 18455,2                                            | 1656,71                                        | 16,3                                             |
| Південне Бутово | Південне Бутово                   | 2553,74   | 178,989                                 | 7008,9                                             | 4195                                           | 23,4                                             |
| Ясенево         | Ясенево                           | 2536,65   | 180,652                                 | 7121,7                                             | 2969,3                                         | 16,4                                             |